# وادوكايتشين

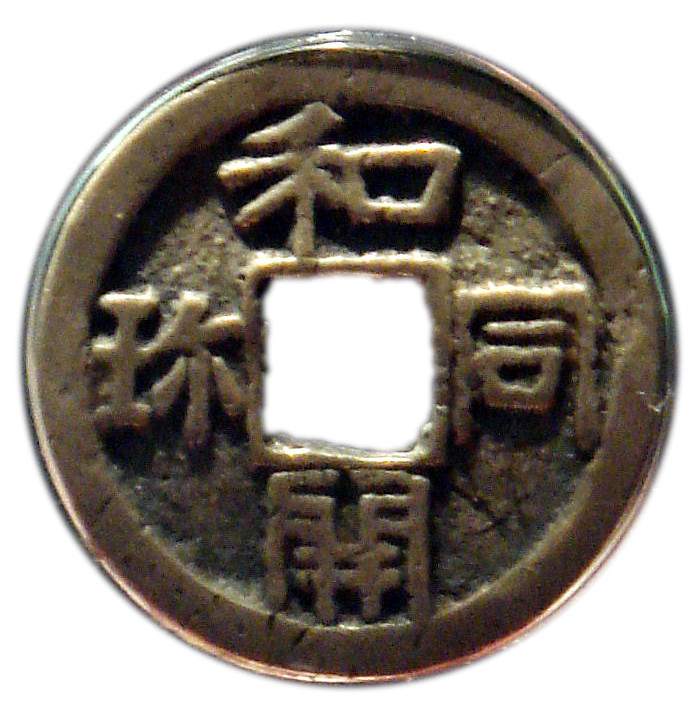
عملة الفضية القرن الثامن اليابان متحف العملة اليابانية.

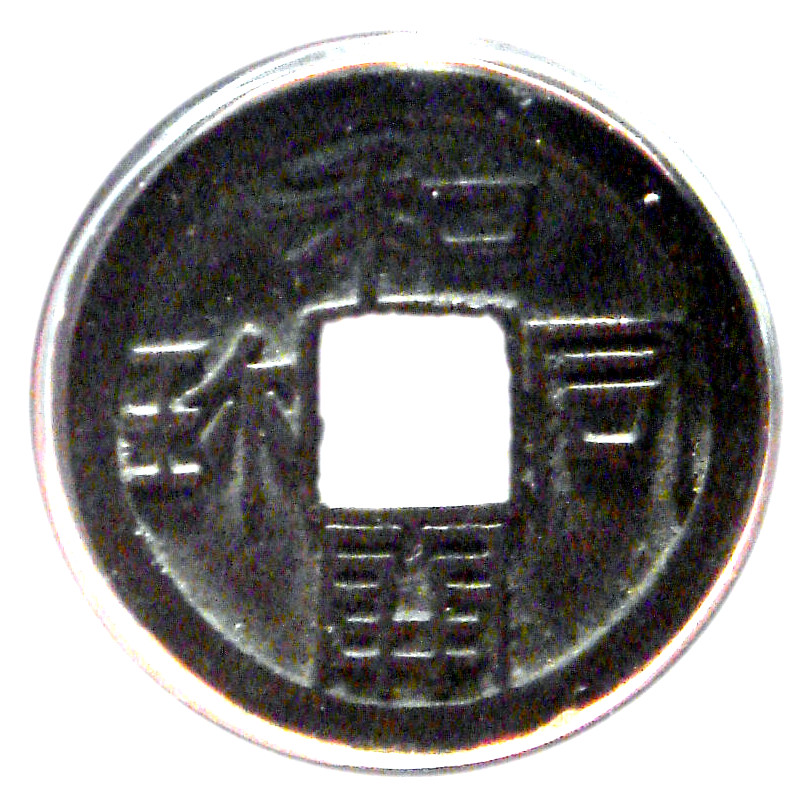
عملة نحاسية من نوع وادوكايتشين.

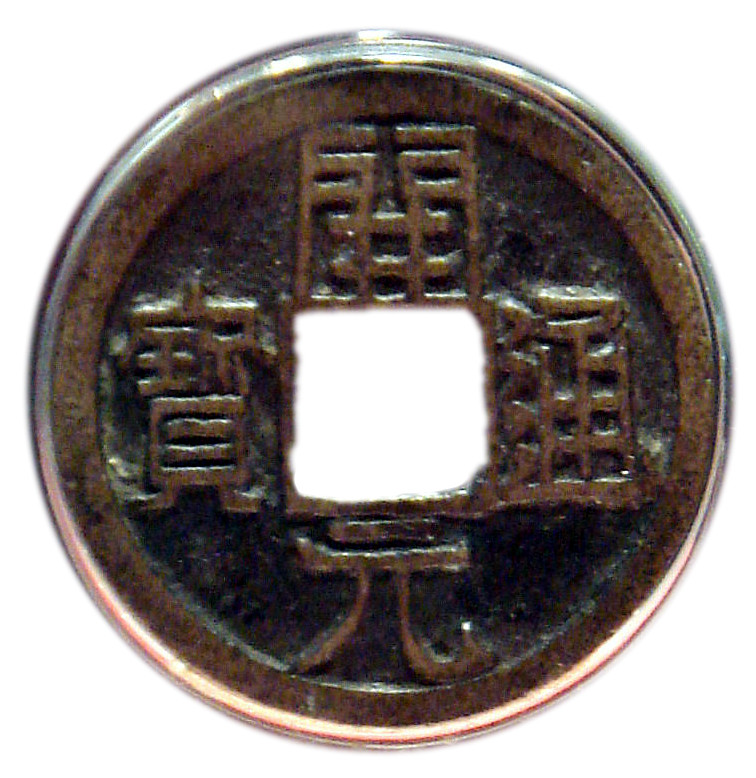
كانت العملة الصينية كايوان تونغباو (開元通寶)، التي تم سكها لأول مرة في عام 621 م في تشانغآن نموذجًا للعملة اليابانية وادوكايتشين.

وادوكايتشين (بالصينية: 和同開珎؟) والتي تُعرف أيضًا باسم وادو-كايتشين أو وادو كايهو هي أقدم عملة يابانية رسمية وقد ذُكرت لأول مرة في 29 أغسطس 708 بأمر من الإمبراطورة جينمي. لطالما اعتُبرت أول نوع من العملات المعدنية المنتجة في اليابان. وقد أظهرت تحليلات العديد من اكتشافات فوهون سين (富夲銭) في أسوكا أن هذه العملات المعدنية صُنعت في عام 683.

## الوصف
تم إنتاج وادوكايتشين لأول مرة بعد اكتشاف رواسب النحاس الكبيرة في اليابان خلال أوائل القرن الثامن .
ظلت العملات المعدنية التي كانت مستديرة مع ثقب مربع في الوسط متداولة حتى عام 958 م. كانت هذه هي الأولى من سلسلة من العملات المعدنية تسمى مجتمعة جونيزيني او كوتشو جونيسن (皇朝十二銭) .
كانت هذه العملة مستوحاة من عملة سلالة تانغ الصينية (唐銭) المسماة كايجن تسوهو (بالصينية: 開元通宝 كايوان تونغباو )و التي تم سكها لأول مرة في تشانغآن في عام 621 م. كان لدى وادوكايتشين نفس مواصفات العملة الصينية بقطر 2.4 سم ووزنه 3.75 جرام.

## علم أصل الكلمة
يأتي اسم وادوكايتشينمن النطق الياباني للأحرف الأربعة الموجودة في نقش العملة المعدنية: وا (和) دو (同) كاي (開) شين (珎) .
- الحرفان الأولان يعنيان حرفيًا "هارموني" (和 وا؟) (انسجام) + "توغاذر" (同 دو؟) (معا) . من المرجح أن يكون هذا قد تم اختياره كمتجانس لفظي لاسم العصر وادو (和銅؟) : يستخدم wa ‎ (和؟) أيضًا ليعني "اليابان" وقد يكون دو ‎ (同؟) أيضًا رياكوجي أو حرف مختصر لـ 'دو' ‎ (銅؟) أو "النحاس" في إشارة إلى رواسب النحاس اليابانية.[8][9]
- الحرف الثالث كاي ‎ (開؟) يعني حرفيًا "فتح؛ فتح" مع معنى إضافي وهو "البداية؛ أولًا".[9][10]
- أما الحرف الرابع  (珎؟) فهو غير عادي. يُعتبر إما شكلًا مختلفًا من شين ‎ (珍؟) بمعنى "نادر، ثمين" أو رياكوجي أو حرف مختصر لـ هو ‎ (寳؟) بمعنى "كنز شيء ثمين".[8] [9][11][10] يؤدي هذا الاختلاف في التفسير إلى ظهور الاسم البديل للعملات المعدنية وادوكايهو . استنادًا جزئيًا إلى مزيد من البحث في اتفاقيات الكتابة خلال فترة نارا[8] يبدو أن الإجماع الواسع في البحث الحديث هو تفسير chin ‎ (珍؟) .[8][9][11][10]

→ من المحتمل أن الحرفين الثالث والرابع معًا يعنيان " العملة الأولى".

## أكوام من العملات النقدية من نوع وادوكايتشين
في فبراير 2015 اكتشف علماء الآثار اليابانيون جرارًا طقسية مليئة بعملات wadōkaichin و jingō kaihō (神功開寳) النقدية في أنقاض تيهارا في ريتو بمحافظة شيجا. تم وضع الجرار هناك كجزء من طقوس بوذية مما يشير إلى أن الموقع كان على الأرجح مكتبًا حكوميًا أو مقيمًا لمكان محلي مهم.
وكما اكتشفت أربع عملات معدنية مخبأة من نوع وادوكايتشين في معبد ياكوشي-جي الشرقي في مدينة نارا أثناء عملية الترميم في 17 أغسطس 2015. تقع وادوكايتشين على بعد 1.3 متر شرق صخرة الأساس في أسفل القاعدة التي يبلغ عمقها 1.7 متر في الباغودا الشرقية للمعبد. ويعتقد خبراء من معهد نارا الوطني لبحوث الممتلكات الثقافية ومعهد كاشيهارا الأثري التابع لمحافظة نارا أن الوادوكايتشين دُفن في الباغودا الشرقية أثناء حفل وضع حجر الأساس للمعبد البوذي وأن هذه العملات المعدنية المخبأة استُخدمت لأغراض التطهير. هذا الاكتشاف في معبد ياكوشي جي وفقًا للخبراء هو أقدم مثال معروف للممارسة اليابانية القديمة المتمثلة في دفن مجموعة من العملات المعدنية المتداولة على نطاق واسع لتطهير موقع بناء في أي مكان في اليابان.

## روابط خارجية
- وادو كايتشين من متحف النعناع الياباني